# Recensământul Moldovei din 1591

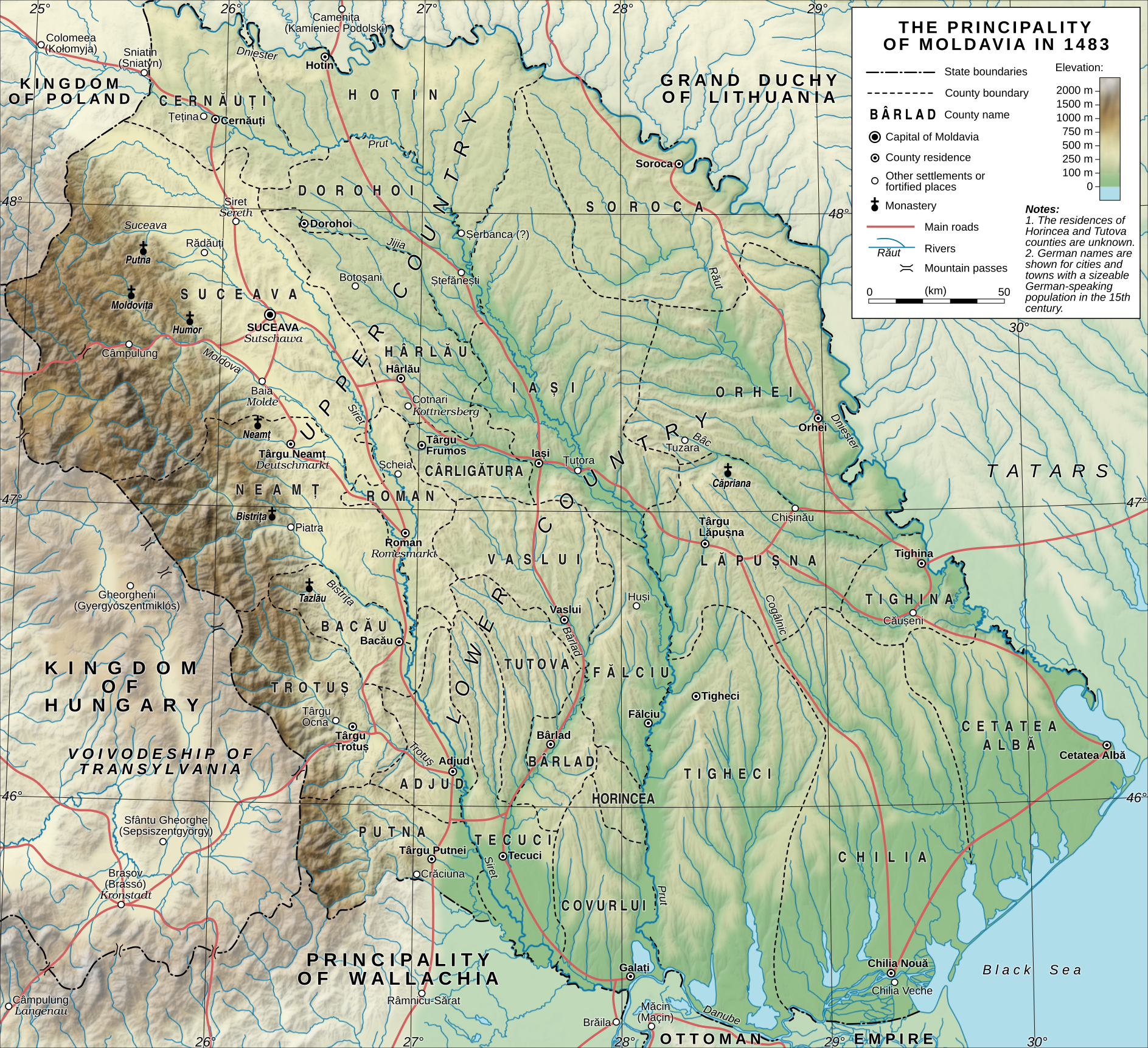
Ținuturile Moldovei în sec. XVI-XVII

Recensământul fiscal al Moldovei din 1591 a fost realizat la ordinului domnului Petru Șchiopul. Catastiful (recensământ/catagrafia) a fost întocmit pentru a identifica categoriile de contribuabili fiscali și a opri haosul financiar care se instalase în Moldova. Terminat la 20 februarie 1591, acest catastih este cel mai vechi izvor statistic, demografic și fiscal cunoscut până azi despre Moldova.
La realizarea catastifului au participat dregătorii numiți „perepisnici”, controlați de către pârcălabi sau de alți slujbași de stat cu delegații speciale. Conform „Catastifului” în Țara Moldovei erau 22 de ținuturi, 47.217 gospodării cu o populație de circa 236.085 locuitori.

## Rezultatele după ținut
| Nr. d/o | Ținut       | Țirani de istov săraci (țărani birnici) | Curtiani (boieri) | Vătași (conducătorii satelor, responsabili de strângerea birului) | Neamiși (proprietarii de pământ, răzeșii) | Popi (Fețe bisericești) | Total în ținut |
| ------- | ----------- | --------------------------------------- | ----------------- | ----------------------------------------------------------------- | ----------------------------------------- | ----------------------- | -------------- |
| 1       | Soroca      | 1.918                                   | 114               | 14                                                                | 93                                        | 48                      | 2.187          |
| 2       | Hotin       | 2.148                                   | 77                | 41                                                                | 122                                       | 95                      | 2.483          |
| 3       | Iași        | 2.270                                   | 482               | -                                                                 | 279                                       | -                       | 3.031          |
| 4       | Fălciu      | 1.077                                   | 328               | 33                                                                | 177                                       | 58                      | 1.672          |
| 5       | Orhei       | 2.657                                   | 380               | -                                                                 | 266                                       | -                       | 3.263          |
| 6       | Neamț       | 3.083                                   | 283               | 16                                                                | 56                                        | 128                     | 3.566          |
| 7       | Tecuci      | 1.073                                   | 281               | 27                                                                | 217                                       | 60                      | 1.658          |
| 8       | Vaslui      | 1.252                                   | 403               | 38                                                                | 253                                       | 77                      | 2.023          |
| 9       | Bârlad      | 637                                     | 155               | 22                                                                | 129                                       | -                       | 943            |
| 10      | Covurlui    | 1.556                                   | 270               | 40                                                                | 82                                        | 42                      | 1.990          |
| 11      | Tutova      | 1.511                                   | 226               | 28                                                                | 148                                       | 60                      | 1.773          |
| 12      | Dorohoiului | 1.510                                   | 124               | 21                                                                | 50                                        | 121                     | 1.829          |
| 13      | Tigheciului | 2.480                                   | 268               | 50                                                                | 325                                       | 88                      | 3.211          |
| 14      | Suceava     | 4.568                                   | 181               | 34                                                                | 61                                        | 220                     | 5.064          |
| 15      | Hârlău      | 1.706                                   | 109               | 14                                                                | 34                                        | 81                      | 1.944          |
| 16      | Lăpușna     | 1.879                                   | 501               | 42                                                                | 352                                       | 88                      | 2.862          |
| 17      | Cernăuți    | 1.163                                   | 17                | 41                                                                | 66                                        | 69                      | 1.356          |
| 18      | Roman       | 1054                                    | 149               | 12                                                                | 49                                        | 56                      | 1.320          |
| 19      | Trotuș      | 656                                     | 66                | 24                                                                | 73                                        | 7                       | 826            |
| 20      | Bacău       | 536                                     | 102               | 23                                                                | 64                                        | 11                      | 736            |
| 21      | Cârligătura | 516                                     | 156               | 10                                                                | 50                                        | -                       | 732            |
| 22      | Putna       | 2040                                    | 311               | 42                                                                | 315                                       | 40                      | 2.748          |
|         | Total       | 37.090                                  | 4.983             | 575                                                               | 3.221                                     | 1.349                   | 47.217         |